# Marvell Wynne
Marvell Wynne II est un joueur américain de football né le 8 mai 1986 à Pittsburgh en Pennsylvanie. Son père, Marvell Wynne, est un ancien joueur professionnel de baseball. Marvell Wynne II était le premier choix du Red Bull New York au draft de Major League Soccer en 2006. Ayant occupé le côté droit de la défense, il est dorénavant un talentueux défenseur central. Il a été transféré au Toronto FC au début de la saison 2007. 
Ce joueur est surtout reconnu par les amoureux de Fifa Ultimate Team comme étant un défenseur robuste, rapide et difficile à passer. Il est l'un des plus rapides depuis Fifa Ultimate Team 14, ayant fait les beaux jours des amoureux du ballon rond.